# Уэйд Барретт
Стю́арт Алекса́ндр Бе́ннетт (англ. Stuart Alexander Bennett, род. 10 марта 1980, Пенвортхам, Ланкашир) — английский рестлер и актёр, боксёр голыми кулаками. Известен своими выступлениями в WWE под именем Уэйд Барретт. В настоящее время является комментатором Raw.
Барретт стал победителем первого сезона WWE NXT в 2010 году, а совершил свой дебют на Raw 7 июня того же года, зарекомендовав себя как лидера группировки Нексус, состоявшая из бывших новичков первого сезона NXT. Он побывал на 5 WWE pay-per-view шоу в течение 2010 года, где пытался стать чемпионом мира в тяжелом весе WWE. Барретт также сформировал группировку The Corre в январе 2011 года с бывшими членами The Nexus Хитом Слейтором и Джастином Гэбриелом и выиграл свой первый титул интерконтинентального чемпиона WWE. В 2013 году он стал выступать под именем Бэд Ньюус Ба́рретт (англ. Bad News Barrett), но в 2015 году, одержав победу на King of the Ring, сменил имя на Кинг Барретт (англ. King Barrett). Он покинул WWE в 2016 году и с тех пор не занимался рестлингом, хотя под своим настоящим именем выступал на международных независимых площадках в качестве комментатора World of Sport Wrestling и генерального менеджера Defiant Wrestling. Он вернулся в WWE в качестве комментатора NXT в 2020 году.

## Карьера в рестлинге

### Дебют
Беннетт решил стать профессиональным рестлером в 21 год. Его обучали Джон Ричи и Эл Сноу. Его дебют в профессиональном реслинге был в июне 2004 года. Под именем «Стю Сандерс» Беннетт принял участие в матче тридцати человек в NWA Hammerlock. Барретт также выступал в Dropkixx Wrestling и All Star.

### World Wrestling Entertainment

#### Ohio Valley Wrestling (2007—2010)
Беннет подписал контракт с World Wrestling Entertainment (WWE) в октябре 2007 года. Он был направлен в Ohio Valley Wrestling (OVW) под псевдонимом Стю Сандерс, где потерпел поражение от Эйса Стила в «тёмном» матче. Позже он сформировал команду с Полом Бёрчиллом и провёл кратковременный фьюд с командой Курта Хокинса и Зака Райдера. 2 января 2008 года Сандерс и Бёрчилл победили Кольт Кабану и Чарльза Эванса в финале турнира за чемпионство в командных боях Southern OVW. Барретт и Бёрчилл владели титулом в течение почти двух месяцев, пока не проиграли его Лос-Локусу (Рамон и Рауль) в матче четырёх команд, где также приняли участие Инсургенты (Али и Омар Акбар) и Мобильные Хомерсы (Тэд МакНил и Адам Револьвер). После того, как WWE разорвало договор с OVW, Барретт был переведен в Florida Championship Wrestling (FCW).

#### WWE NXT (2010)
16 февраля 2010 года было объявлено, что Беннет станет участником первого сезон WWE NXT, где Крис Джерико будет его наставником. Его первое появление в NXT состоялось 23 февраля в самом первом выпуске. В дебютном бою Барретт победил Дэниела Брайана. В эпизоде NXT 13 апреля он победил в конкурсе «Обсуждения» и выиграл право пользоваться эксклюзивной музыкальной темой. 1 июня, в последнем эпизоде первого сезона NXT, Барретт победил Дэвида Отунгу и Джастина Гэбриела и получил контракт на выступления на WWE RAW и право драться за титул с любым чемпионом на выбор.

#### The Nexus и The Corre (2010—2011)

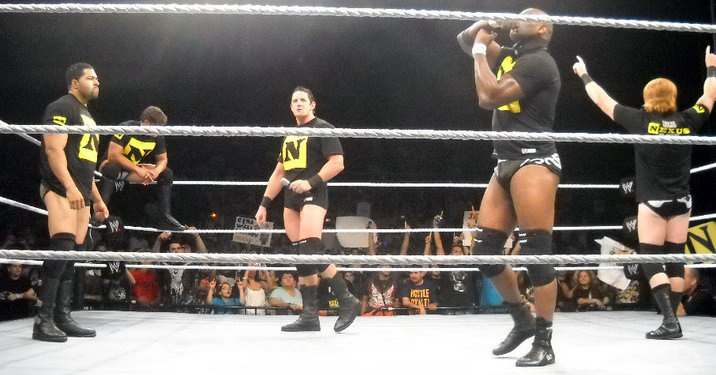
Nexus

7 июня в эпизоде Raw Барретт возглавил вторжение участников NXT в WWE, вмешавшись в главное событие вечера — матч между Джоном Синой и CM Панком, напав на обоих бойцов и комментаторов. На следующем эпизоде RAW Барретт и другие новички (без Дэниела Брайана) напали на Генерального Менеджера Raw Брета Харта и потребовали от него контракты на выступления в WWE. На PPV Fatal 4-Way новички опять вмешались в главный матч — бой за чемпионство WWE, из-за чего Джон Сина проиграл свой титул. На следующем RAW Винс МакМэхон уволил Харта и объявил, что был приглашён «анонимный» Генеральный менеджер, а семь новичков получили контракты.
Группировка стала официальной и взяла себе название «Нексус». Новички напали на Сину и Макмэхона, который выступал в качестве рефери. Позже Сина напал на Даррена Янга, впоследствии до PPV «Summerslam» Нексус выступали без него. На Summerslam Джон Сина вышел с лично собранной командой, которая победила Нексус в матче 7 на 7. В команду Сины входили Эдж, Крис Джерико, R-Truth, Джон Моррисон, Дэниел Брайан и Брет Харт. В составе Нексуса были сам Баррет, Дэвид Отунга, Хит Слейтер, Скип Шеффилд, Даррен Янг, Джастин Гэбриел и Майкл Тарвер. Сначала бой складывался в пользу команды Сины — Брайан захватом LeBell Lock подчинил Янга, а затем Моррисон удержал Тарвера. Но когда на ринг вышел Скип Шеффилд, инициатива перешла к Нексусу. Сперва Скип удержал Моррисона, а затем R-Truth. После его оппонентом стал Брет Харт, который переигрывал Шеффилда, но затем Нексус выбросили на ринг стул, которым Убийца ударил Шеффилда и, несмотря на протесты, был дисквалифицирован. Но Эдж и Крис Джерико вернули инициативу команде WWE, удержав Шеффилда и подчинив Отунгу соответственно. Затем в процессе боя Слейта против Y2J последний случайно толкнул Сину, в результате чего возникла неразбериха, чем воспользовался Хит, удержав Джерико и Эджа. Затем двое последних ударили Сину и только потом покинули ринг. Затем Слейтер и Гэбриел сильно побили Сину, но тот сумел передать эстафету Дэниелу Брайану, который подчинил Слейтера, но был удержан Джастином Гэбриелом после того, как его ударил чемоданом по голове Миз. Однако Сина, отдохнув, выкинул двух оставшихся членов Нексуса, Гэбриела и Баррета. После этого анонимный генеральный менеджер Raw назначил одиночные поединки между членами Нексус и Команды Сины. Если член Нексус проиграет, то он покидает ряды группировки. Барретт дрался против своего наставника в первом сезоне NXT, Криса Джерико, и выиграл. Единственным проигравшим бой оказался Даррен Янг, проигравший Джону Сине. В тот же вечер Янг покинул Нексус, будучи избитым по приказу Баррета остальными членами группировки. После этого Барретт стал одним из шести рестлеров в шестистороннем поединке за титул Чемпиона ВВЕ. Его оппонентами были Шеймус (действующий на тот момент чемпион), Рэнди Ортон (он выиграл поединок и стал новым чемпионом), Эдж, Крис Джерико и Джон Сина. После этого вражда Барретта и Сины продолжилась в бою один на один на Hell in the Cell 2010 по следующим правилам: при победе Сины Нексус должен был распасться, а при победе Баретта Сина должен был стать членом Нексус. Поединок выиграл Барретт, после того как на Сину напали Хаски Харрис и Майкл МакГиликатти, которых Беннет впоследствии принял в ряды Нексус. На шоу Bragging Rights Барретт победил Ортона в бою за чемпионство WWE дисквалификацией, однако по правилам пояс остался у Ортона. На Survivor Series был назначен бой Ортона против Баррета за титул чемпиона WWE. Член Нексус Джон Сина был приглашенным рефери. В матче было специальное условие: если Беннет станет новым чемпионом, то Сина будет свободен от Нексус, но если титул останется у Ортона, то Сина будет уволен. В матче победил Ортон, и на следующем RAW был проведен бой Ортона против Баррета за титул. Уже уволенный Сина вернулся на ринг и помешал Барретту выиграть. Беннет проиграл бой Сине на WWE TLC. По специальному условию Сина вернулся в WWE. На TLC Барретт получил травму и пропустил некоторое время.
Пост главы Нексус занял СМ Панк. Но так как Барретт долго не появлялся на посту главы Нексуса, СМ Панк поставил условие его возвращения на пост главы Нексус. Если Беннет выигрывает трёхсторонний матч в клетке за первое претендентство, то возвращается в Нексус, а если нет, то будет уволен. Барретт проиграл из-за вмешательства СМ Панка. С 3 января 2011 года он перестал быть членом Нексус, проиграв в матче.
14 января 2011 состоялся дебют Барретта на SmackDown!, где он бился против Биг Шоу. В поединок вмешались Джастин Гэбриел и Хит Слейтер, которые также вышли из состава Нексус. Они атаковали Биг Шоу, и Барретт проиграл по дисквалификации. Но тем не менее, Барретт продолжил фьюд с Биг Шоу. В фьюд также вмешался Изекиил Джексон, который поддержал Барретта Так появилась новая группировка The Corre. На Raw 24 января бой с лидером Нексус СМ Панком со специально приглашенным рефери Джоном Синой закончился двойной дисквалификацией. По условию боя проигравший лидер покидает место в «Королевской битве» вместе со своей командой. Однако генеральный менеджер RAW отменил решение Сины (который специально дисквалифицировал обоих,) и на «битву» зачислены обе команды. На самой битве он вышел под номером тридцать и выкинул двоих, однако сам был выброшен Рэнди Ортоном.
Далее Барретт квалифицировался в «Клетку уничтожения» за титул чемпиона мира в тяжелом весе, победив Биг Шоу(в матч вмешались The Corre). На самой же «клетке» было свободно одно место, и его занял Биг Шоу, который и выбил Барретта из матча самым первым. На этом же шоу его двое коллег по «Ядру» выиграли командные титулы WWE. На следующем эпизоде SD! они проиграли титулы Мизу и Джону Сине, однако Барретт сказал, что они используют право на реванш сразу же после потери титулов. Из-за того, что Миз провёл Skull-Crushing Finale на Сине, титулы снова были у «Ядра». На следующем SD! Беннет по дисквалификации проиграл Биг Шоу из-за того, что к рингу подошли остальные члены «Ядра», что было запрещено. 25 марта на очередном шоу Барретт выиграл интерконтинентальный титул, победив Кофи Кингстона. На Рестлмании 27 участвовал в бою четыре на четыре, где участвовали его сотоварищи по «Ядру» против Биг Шоу, Кейна, Сантино Мареллы и Кофи Кингстона, в котором члены «Ядра» проиграли. Баретт участвовал одним из тридцати претендентов в матче против Альберто дель Рио за пояс в тяжёлом весе, но был выкинут Джастином Гэйбриелом. Позже на Extreme Rules Барретт и Иезекиил Джексон пытались отобрать командные титулы у Биг Шоу и Кейна, но безуспешно. Позже Беннет начал вражду с Джексоном, вышедшим из «Ядра». На Over The Limit Уэйд дрался против Иезекиила, поставив на кон Интерконтинентальный титул. Он не смог выиграть, но сохранил чемпионство благодаря вмешательству Слейтера и Гэбриела. Однако позже «Ядро» распадается после того, как Барретт дважды оставил Хита и Джастина на расправу Изекиилю.

#### Интерконтинентальный чемпион WWE (2011—2013)
После распада группировки Уэйд Барретт начал выступать в одиночку. На одном из SD! он проиграл бой Джексону. На следующем SD! в команде с Коди Роудсом и Тедом ДиБиаси проиграл Дэниелу Брайану, Син Каре и Джексону. На WWE Capitol Punishment проиграл Изекилю Джексону Интерконтинентальное Чемпионство. 24 июня потребовал реванша, но снова проиграл. На шоу Деньги в банке, где Барретт принимал участие, он был выбит последним: его выбил Дэниел Брайан, после чего Брайан снял кейс. На PPV SummerSlam победил Дэниела Брайана. После этого Барретт начал демонстрировать успехи. На Survior Series в команде с Коди Роудсом, Кристианом, Унико и Джеком Свагером победил Ренди Ортона, Шеймуса, Син Кару, Кофи Кингстона и Мейсона Райана. Долгое время фьюдил с Рэнди Ортоном, нанес ему травму сбросив с лестницы. Вернувшись, Рэнди напал на Барретта. После окончания фьюда с Ортоном стал выступать в паре с Коди Роудсом перед Elimination Chamber (2012). На самом PPV Уэйд и Коди также работали в команде и сумели выбить Биг Шоу, но ни Роудс, ни Баррет не сумели победить и вылетели из клетки 3 и 4 соответственно. На следующий день на RAW участвовал в королевской битве за претендентство на чемпионство WWE, где получил травму (вывих локтя) после того, как на него неудачно приземлился Дольф Зигглер.
Уэйд Барретт вернулся 7 сентября на SmackDown!, Уэйд победил Йоши Татсу. На RAW от 17 сентября Уэйд Барретт победил Джастина Гэбриэла. 8 октября на RAW Шеймус смог победить Уэйда Барретта. На RAW от 15 октября Шеймус вновь смог победить Барретта. На PPV Survivor Series (2012) Команда Зигглера (Дольф Зигглер, Дэвид Отунга, Дэмиэн Сэндоу, Уэйд Барретт и Альберто Дель Рио) победила команду Фоли (Рэнди Ортон, Кейн, Кофи Кингстон, Дэниел Брайан и Миз). На следующем RAW Уэйд Баррет победил Интерконтинентального чемпиона Кофи Кингстона. На PPV TLC: Tables, Ladders & Chairs (2012) Кофи Кингстон победил Уэйда Барретта. На RAW от 31 декабря Уэйд Барретт победил Кофи Кингстона и стал новым Интерконтинентальным чемпионом WWE. На следующем SmackDown! Уэйд Барретт вновь смог победил Кофи Кингстона. На Королевской Битве (2013) Уэйд Барретт вышел под № 18, но неожиданно для всех его выкинул новичок NXT Бо Даллас, но Барретт отомстил новичку, вмешался в Битву и выкинул его. На следующем RAW Уэйд Барретт вызвал на поединок Бо Далласа, но неожиданоо для всех он проиграл. На RAW от 11 марта Миз был приглашён в гости в программу Криса Джерико, но в их беседу вмешался Уэйд Барретт, после чего ассистент Викки Герреро Брэд Меддокс назначил поединок за тайтл-шот за поединок за интерконтинентальное чемпионство, которым владеет Барретт. Миз и Джерико начали поединок, но Уэйд Барретт вмешался в поединок, тем самым в поединке не было победителя. Он начал избивать обоих рестлеров, но затем Миз и Крис объединились и избили Барретта. Потом был назначен поединок на следующее RAW за титул Интерконтинентального чемпиона Миз против Криса Джерико против Уэйда Барретта. В самом поединке от 18 марта поединок выиграл Уэйд Барретт после того, как Миз провёл Skull-Crushing Finale Крису Джерико и уже хотел делать удержание, но Уэйд свернул Миза, тем самым отстоял своё чемпионство. На Рестлмании 29 Миз победил Уэйда Барретт и стал новым интерконтинетальным чемпионом. На следующем RAW Уэйд Барретт в матч-реванше вернул себе титул. На RAW от 20 мая Крис Джерико и Миз победил Уэйда Барретта и Фанданго, после того как последний стал танцевать во время матча. На следующем SmackDown! Уэйд Барретт защитил свой титул от Миза, по дисквалификации после вмешательства Фанданго. На PPV Payback (2013) Кёртис Аксель победил Миза и Уэйда Барретта. Первоначально в этом матче должен был участвовать Фанданго.
На следующем RAW проиграл Кристиану. 21 июня на SmackDown Кёртис Аксель победил Барретта в не титульном поединке. 14 июля на PPV Money in the Bank 2013 Дэмиен Сэндоу победил Уэйда Барретта, Коди Роудса, Джека Сваггера, Антонио Сезаро, Дина Эмброуза, Фанданго в поединке за синий чемоданчик Money in the Bank дающий право биться за титул чемпиона мира в тяжёлом весе. На RAW от 12 августа Брэд Мэддокс был судьёй в матче Дэниела Брайана и Уэйда Баррета. Брайан матч проиграл после того, как Мэддокс очень быстро отсчитал до трёх. На следующем SmackDown от 16 августа Дэниел Брайан выиграл Уэйда Барретта в матче без дисквалификаций. Этот матч описывают, как один из лучших для Уэйда в WWE. Брайан получил огромную поддержку публики. После того, как Дэниел поймал Барретта в Йес-лок, Винс Макмэн, который вышел заранее к рингу, скинул рефери с ринга. Это разозлило Брайана, который искал кувалду. Макмэхон зовет нового рефери, выходит Брэд Мэддокс, но Брайан этому недоволен и пытается прогнать его с ринга. После этого Дэниел пытается удержать Барретта, но Мэддокс не начинает отсчет. Брайан ломает Барреттом стол и Мэддокс уходит с ринга. После этого на ринг выходит Triple H в майке рефери, Брайан делает хэдбатт Уэйду и Игрок присуждает победу Брайану. На Raw от 19 августа Уэйд Баррет проиграл Мизу, так как Фанданго атаковал Миза. 23 августа на SmackDown! Уэйд Баррет проиграл Даниэлу Брайану в поединке в стальной клетке.
2 декабря на RAW Уэйд Барретт вернулся, в образе Плохие Новости Барретт, который он использовал в youtube шоу The JBL and Cole Show. Возвращение на ринг произошло 7 апреля 2014 года на RAW, где Барретт победил Рея Мистерио. На Raw от 14 апреля начался турнир за претендентство № 1 за титул интерконтинентального чемпиона WWE. Участниками стали: Альберто Дель Рио, Роб Ван Дам, Марк Хенри, Сезаро, Шеймус, Джек Сваггер, Дольф Зигглер и «Плохие Новости» Барретт. Победитель турнира получал право на матч против Биг И за титул интерконтинентального чемпиона WWE на PPV Extreme Rules. На Raw от 21 апреля были матчи: Роб Ван Дам против Сезаро и «Плохие Новости» Барретт против Шеймуса, где победителями стали «Плохие Новости» Барретт и Роб Ван Дам. На Raw от 28 апреля состоялся финал турнира, в котором победил «Плохие Новости» Барретт и стал претендентом № 1 на титул интерконтинентального чемпиона WWE. На PPV Extreme Rules (2014) Плохие Новости Баррет победил Биг И Лэнгстона и стал новым Интерконтинентальным чемпионом WWE. На PPV Payback (2014) Плохие Новости Барретт победил Роба Ван Дама и сохранил свой титул. 27 июня на SmackDown! Плохие Новости Барретт бился против Дина Эмброуса, но в матч вмешался Джек Сваггер и нанёс травму Барретту. Из-за это Барретт не смог принять участие в поединке за кейс Money in the Bank. На Raw от 30 июня было объявлено, что на PPV Battleground состоится Королевская битва за вакантный титул Интерконтинентального чемпиона WWE.
На Kick-off к PPV Survivor Series (2014) Плохие Новости Барретт совершил своё возвращение. 29 декабря на RAW Плохие Новости Барретт вернулся на ринг, где он победил Сезаро. На RAW от 5 января 2015 года Барретт одерживает победу над Дольфом Зигглером в матче «Два из трех удержаний» и завоевывает Интерконтинентальный пояс и становиться 5-ти кратным чемпионом континентов. 19 января на Raw Дин Эмброус победил «Плохие Новости» Барретта. На Королевской битве выходит под № 27, но победить не смог. 16 февраля на Raw после победы Барретта над Дэмиеном Миздоу, Эмброус напал на Барретта, связав ему руки вокруг одного из углов ринга и заставив его подписать контракт, по которому «Плохие Новости» Барретт будет защищать свой титул против Дина Эмброуса на PPV Fastlane. На PPV Fastlane Баррет победил Эмброуса по дисквалификации. 26 февраля на официальном странице WWE в Facebook появилась информация, что интерконтинентальный чемпион WWE «Плохие Новости» Барретт будет защищать свой титул в лестничном матче против нескольких оппонентов на PPV Рестлмания 31.
На Wrestlemania 31 Барретт проиграл титул Дэниелу Брайану. На Extreme Rules (2015) у Барретта должен был состояться матч-реванш против Брайна, но Дэниел не смог выступить из-за травмы. Матч Барретта перенесли на Kick-off, и оппонентом его стал Невилл, победу же в матче одержал Невилл. На следующем RAW начался турнир King of the Ring, в котором принял участие Барретт благодаря победе над Дольфом Зигглером в четвертьфинале. На следующий день специально для WWE Network турнир продолжился, и Барретт победил R-Truth, и в финале сошлись Барретт и Невилл, победу в этом матче одержал «Плохие Новости» Барретт. После чего он изменил имя на Король Барретт.
9 ноября 2015 года на RAW Барретт вызвал на поединок футболиста «Манчестер Юнайтед» Уэйна Руни, с которым вступил в конфликт ещё 19 февраля того же года: Барретт возмутился тем, что в матче против команды «Престон Норт Энд» Руни симулировал нарушение правил и заработал пенальти, благодаря которому «Манчестер Юнайтед» победил со счётом 3:1. В апреле Барретт заявил, что готов передумать и отменить вызов Руни на ринг, если Англия выиграет Евро-2016. В ноябре короткой перепалки Руни отвесил пощёчину Барретту, отправив того в нокдаун.
6 мая 2016 года был уволен из WWE.

### Возвращение в WWE (2020 —н.в.)
26 августа 2020 года Уэйд Барретт вернулся в WWE в качестве комментатора NXT.

## Личная жизнь
Барретт родился в Пентворте и жил в Престоне до шести лет, пока его семья не переехала в Уэльс. В детстве был фанатом «Британского бульдога» Дэйви Бой Смита. Барретт — профессиональный боксёр без перчаток. Имеет степень в области морской биологии. Работал в научной лаборатории, но затем покинул это дело, чтобы стать рестлером.
8 июня 2008 года он был арестован в городе Тампа, штат Флорида, из-за использования шокера на сотрудника правоохранительных органов. Арест произошёл в пределах Ресторане-Баре «Чемпс» (2223 Уэст Шор Бульвар Норт) в 2 часа ночи. Беннет был освобождён на следующий день. Согласно источникам FCW, все обвинения легли на полицию.
Уэйд имеет три татуировки. Первая — колючая проволока на его левом плече. Позднее он расширил её от предплечья до локтя. Вторая — пламя прямо под первой татуировкой. В ноябре Уэйд сделал себе третью татуировку — алую розу на правом плече.

## В рестлинге
Финишеры
- Bull Hammer (Удар локтем с разбегу в лицо противника) — 2012 — наст. время
- The Wasteland (передний бросок из ноши пожарника) — 2009—2012

Любимые приёмы
- Суплекс живот-к-спине (англ. Belly To Back Suplex)
- Winds of Changes (spinning side slam)
- Суперудар (англ. Superkick)
- Snap Suplex, иногда Tornado
- Big Boot
- Бекбрейкер[англ.], иногда от канатов
- Pumphandley Drop
- Knee Drop
- Flapjack
- Swinging Neckbreaker
- Midsection Kick
- Rope Hung Knee Strike
- Дроп локтем в падении (англ. Diving Elbow Drop)

Прозвища
- «Вершина» Стю Сандерс
- Чемпион Голых Костяшек
- Английская Баржа

Музыкальные темы
- «We Are One» 12 Stones (2010—2011)[13]
- «End of Days» 9 Electric и Nathan Hunt (2011—2012)[14][15]
- «Just Don’t Care Anymore» American Fangs (2012—2013)
- «Rebel Son» CFO$ (2013—2016)
- «Hellfire» СFO$ (2015—2016)
- «A League of Their Own» Jim Johnston (2015—2016)

## Титулы и достижения
- Dropkixx
  - Dropkixx IWC European Heavyweight Championship (1 раз)[1]
- Florida Championship Wrestling
  - FCW Florida Tag Team Championship (1 раз) — с Дрю Макинтаиром[16][17]
- Ohio Valley Wrestling
  - OVW Southern Tag Team Championship (1 раз) — с Полом Бёрчилом[18]
- Pro Wrestling Illustrated
  - Фьюд года (2010) — Нексус против WWE[19]
  - Самый ненавистный рестлер года (2010) — как часть Нексус[20]
  - PWI ставит его под № 109 в списке 500 лучших рестлеров 2010 года[21]
  - PWI ставит его под № 19 в списке 500 лучших рестлеров 2011 года
  - PWI ставит его под № 37 в списке 500 лучших рестлеров 2014 года
- Pro Wrestling Report
  - Прорыв года (2010)[22]
- World Wrestling Entertainment
  - NXT (победитель первого сезона)[23]
  - Slammy Award в номинации «Шок года» (2010) — дебют Нексус[24]
  - «Король ринга» (2015)
  - Интерконтинентальный чемпион WWE (5 раз)